# Patrick Abercrombie
Pour les personnes portant le même patronyme, voir Abercrombie.
Leslie Patrick Abercrombie (prononcé æbɚkrʌmbɪ ), né le 6 juin 1879 à Ashton upon Mersey (aujourd'hui incorporé dans Sale) et mort le 23 mars 1957 à Aston Tirrold dans le Berkshire (aujourd'hui Oxfordshire), est un urbaniste et poète britannique.
Patrick Abercrombie est le frère de Lascelles Abercrombie, critique littéraire.

## Biographie
Patrick Abercrombie est né en 1879.
Architecte, il devient ensuite professeur de sciences physiques à l'université de Liverpool en 1915, puis professeur d'urbanisme à l’University College de Londres. Par la suite, il conçoit  des plans pour le centre ville de Dublin, devenant ainsi un architecte réputé. Il est associé à la fondation du Conseil pour la préservation de l'Angleterre rurale (CPRE), créé en décembre 1926, dont il devient Secrétaire honoraire.
Abercrombie crée le plan du Comté de Londres en 1943, et celui de Greater London en 1944, qui sont communément surnommés « Abercrombie Plan ». En 1945, il publie A Plan for the City & County of Kingston-upon-Hull, avec l'aide de Edwin Lutyens, puis, en 1949, il publie avec Richard Nickson un plan de réaménagement de la ville de Warwick .
En 1948, il devint le premier président du groupe de l'Union internationale des architectes (UIA).
En 1954, Hailé Sélassié Ier lui demande d'élaborer des plans pour la capitale de l'Éthiopie, Addis-Abeba. Ce plan prévoyait une répartition fonctionnelle de la ville (zones commerciales, gouvernementales, résidentielles), la création de villes satellites pour freiner la croissance urbaine, et un système de routes radiales et de rocades. Le plan n'est finalement pas entièrement concrétisé et les travaux d'urbanisation sont poursuivis ultérieurement par des urbanistes français, hongrois et italiens, déviant du plan initial.
Il dessine le bâtiment de la Glyndŵr University (en) (North East Wales Institute of Higher Education) au Pays de Galles.
Après ses études à Uppingham School (en), il devint poète.

## Distinctions
- Knight Bachelor

## Publications
- Patrick Abercrombie, The Preservation of Rural England, Hodder and Stoughton Ltd, Londres, 1926[5]. Le livre a conduit à la fondation de la Campaign to Protect Rural England.
- Patrick Abercrombie et John Archibald, East Kent Regional Planning Scheme Survey, Kent County Council, Maidstone, 1925.
- The Earl of Mayo, S. D, Adshead et Patrick Abercrombie, The Thames Valley from Cricklade to Staines: A survey of its existing state and some suggestions for its future preservation, University of London Press, Londres, 1929.
- Patrick Abercrombie et Sydney A. Kelly, East Suffolk Regional Scheme, Université de Liverpool, Liverpool et Hodder & Stoughton, London, 1935.
- JH Forshaw et Patrick Abercrombie, County of London Plan, Macmillan & Co., 1943.
- J. Watson Paton et Abercrombie Patrick, A Plan for Plymouth, Underhill, Plymouth Ltd., 1943.
- Edwin Lutyens et Patrick Abercrombie, A Plan for the City & County of Kingston upon Hull, Brown, London & Hull, 1945.
- Patrick Abercrombie et Richard Nickson, WARWICK: Its preservation and redevelopment, Architectural Press, 1949.
- Patrick Abercrombie, revu par D. Rigby Childs, Town and Country Planning, 3e édition, Oxford University Press, 1959, réimprimé en 1961 et 1967.